# McCartney
McCartney este primul album solo al lui Paul McCartney, lansat în 1970. Este notabil pentru faptul că McCartney, un multi-instrumentalist, cântă pe întreg albumul (toate instrumentele și vocile) de unul singur cu excepția unor voci de fundal ce aparțin nevestei sale Linda McCartney. McCartney susținea că a cântat la "bas, tobe, chitară acustică, chitară solo, pian, Mellotron, orgă și xilofon de jucărie" pe album. Este de asemenea de remarcat și prezența unui număr mare de piese instrumentale pe acest disc. 

## Tracklist
1. "The Lovely Linda" (0:42)
2. "That Would Be Something" (2:37)
3. "Valentine Day" (1:40)
4. "Every Night" (2:30)
5. "Hot as Sun/Glasses" (2:06)
6. "Junk" (1:54)
7. "Man We Was Lonely" (2:57)
8. "Oo You" (2:47)
9. "Momma Miss America" (4:04)
10. "Teddy Boy" (2:22)
11. "Singalong Junk" (2:34)
12. "Maybe I'm Amazed" (3:49)
13. "Kreen-Akrore" (4:14)

- Toate cântecele au fost scrise de Paul McCartney.

## Single-uri
- "Maybe I'm Amazed (live)" (1977 - cântată de Wings)